# Lojanus wagneri
Lojanus wagneri är en insektsart som beskrevs av Rauno E. Linnavuori 1959. Lojanus wagneri ingår i släktet Lojanus och familjen dvärgstritar. Inga underarter finns listade i Catalogue of Life.